# Weltpriesterkongregation von Kevelaer
Die Weltpriesterkongregation von Kevelaer war eine Gemeinschaft von Weltpriestern im Bistum Münster, die 1854 von Johannes Bernhard Brinkmann in Kevelaer gegründet und mit Datum 16. Juni 1854 von Bischof Johann Georg Müller kanonisch errichtet wurde. Sie bestand bis zum Kulturkampf 1875.

## Geschichte
Ziel der Gemeinschaft war es, die bis zur Säkularisation 1802 in Kevelaer bestehende Oratorianerkongregation zu ersetzen und die Marienwallfahrt zur Schmerzhaften Mutter Gottes zu betreuen („Weltpriester-Congregation unter dem Titel der schmerzhaften Gottesmutter zu Cevelaer“). Einzelne Mitglieder übernahmen neben der Seelsorge auch Lehrtätigkeiten an Schulen. Die Gemeinschaft blühte rasch auf und verbreitete sich auch an weitere Orte im Bistum Münster, einzelne Mitglieder waren auch an anderen deutschen Orten oder im Ausland tätig. Die Leitung der Kongregation lag zunächst in der Hand des Wallfahrtsrektors, später eines vom Bischof ernannten Direktors. Sie war in Bezirke gegliedert, denen jeweils ein Präses vorstand. Ihr erster Oberer (Präses) war der Gründer und spätere Bischof von Münster Bernhard Brinkmann, dem 1856 Gustav van der Meulen folgte. 1857 wurden die den Priestern zuarbeitenden Laien als eigene Brüderkongregation selbständig („Kongregation der Brüder der christlichen Liebe“).
Am 16. Mai 1865 erhielt die Kongregation von Bischof Müller neue Statuten. Der Personalschematismus der Diözese Münster von 1868 zählt 76 Mitglieder in zehn Bezirken namentlich auf, darunter drei (spätere) Bischöfe (Bernhard Brinkmann, Wilhelm Cramer als Direktor und Johannes Boßmann als Präses des Bezirks Münster) und mehrere Domvikare.
Die Priesterkongregation wurde im Kulturkampf 1875 aufgehoben. Die Brüderkongregation blieb wegen ihres Dienstes in der Krankenpflege unbehelligt und existiert noch heute als Brüdergemeinschaft der Canisianer.